# Élection présidentielle irakienne de 2018
L'élection présidentielle irakienne de 2018 a lieu le 2 octobre 2018. Il s'agit d'élire au scrutin indirect le successeur de Fouad Massoum, élu en 2014 et dont le mandat de quatre ans arrive à expiration. Le poste est largement honorifique, l'Irak étant un régime parlementaire.
Barham Salih est élu au terme du scrutin.

## Contexte
Initialement prévu pour le 1er octobre, le vote est reporté au 2 octobre pour cause de quorum non atteint, plus de la moitié des parlementaires étant absents. En Irak, le poste de président est traditionnellement attribué à un kurde tandis que celui de Premier ministre revient à un chiite et celui de président du parlement à un sunnite. À cette répartition s'ajoute celle propre aux partis du Kurdistan irakien. Le Parti démocratique du Kurdistan (PDK) de Massoud Barzani qui domine le nord voyait attribuée la présidence du Kurdistan à l'un de ses membres, tandis que l'Union patriotique du Kurdistan (UPK), de Jalal Talabani qui domine le sud obtenait pour l'un des siens la président de l'État fédéral irakien.
Or, en 2018, les deux principaux partis kurdes se mettent en concurrence dans le contexte du référendum de 2017 sur l'indépendance du Kurdistan irakien organisé par le PDK ayant mené de manière désastreuse à une reprise en quelques jours par l'armée fédérale de l'ensemble des territoires gagnés sur l'État islamique tout au long de la seconde guerre civile irakienne. À la suite de ce fiasco, les deux partis s'affrontent lors des élections législatives le 30 septembre, tandis que les prérogatives du président de la région kurde sont gelées, attisant la compétition ouverte pour la présidentielle irakienne,.

## Système électoral
Le président irakien est élu au suffrage indirect par les 239 membres du Conseil des représentants — la chambre basse du parlement bicaméral irakien — pour un mandat de quatre ans renouvelable une seule fois. Est élu président le candidat qui recueille la majorité des deux tiers du total des députés au premier tour, soit 220 voix. À défaut, les deux candidats arrivés en tête s'opposent lors d'un second tour, et le candidat qui recueille le plus de voix est déclaré élu.

## Principaux candidats
Sur trente et une candidatures, sept sont finalement approuvées, dont les principales :
- Barham Salih, 58 ans, candidat de l'Union patriotique du Kurdistan. Ancien vice-Premier ministre irakien et Premier ministre du Kurdistan. Considéré comme un modéré, sa candidature aurait de bonnes chances d'être soutenue à Bagdad, même s'il est décrié à Erbil par la frange favorable à l'indépendance du Kurdistan[4],[2].

- Fouad Hussein, 72 ans, candidat du Parti démocratique du Kurdistan pour la première fois depuis 2005. Ancien directeur de cabinet de Massoud Barzani. Vétéran de l’opposition à Saddam Hussein, il a  été membre avec Barham Saleh de l'autorité de transition mise en place par les États-Unis après l’invasion. Son appartenance à la foi chiite, à contrario de la quasi-totalité des Kurdes, sunnites, pourrait lui valoir un plus grand soutien des dirigeants à Bagdad, majoritairement chiites[4],[2].

## Résultats
| Candidats              | Candidats              | Partis                 | 1er tour | 1er tour | 2d tour | 2d tour |
| Candidats              | Candidats              | Partis                 | Voix     | %        | Voix    | %       |
| ---------------------- | ---------------------- | ---------------------- | -------- | -------- | ------- | ------- |
|                        | Barham Salih           | UPK                    | 165      |          | 219     | 90,87   |
|                        | Fouad Hussein          | PDK                    | 89       |          | 22      | 9,13    |
|                        | Sarwa Abdel Wahid      | Indépendante           |          |          |         |         |
|                        | Sardar Abdallah        | Goran                  |          |          |         |         |
|                        | Abdel Latif Rachid     | Indépendant            |          |          |         |         |
|                        | Omar al-Barzanji       | Indépendant            |          |          |         |         |
|                        | Abdel Karim Abtan      | MNI                    |          |          |         |         |
|                        |                        |                        |          |          |         |         |
| Total                  | Total                  | Total                  |          | 100      |         | 100     |
| Abstents               |                        |                        |          |          |         |         |
| Inscrits/participation | Inscrits/participation | Inscrits/participation | 329      |          | 329     |         |

## Analyse
Après un nouveau report de plusieurs heures du scrutin, Salih arrive en tête du premier tour avec 165 voix contre 89 pour son principal concurrent, Fouad Hussein. Il est ensuite élu après le retrait de celui-ci et après la décision du bloc du PDK de quitter le parlement en signe de protestation.